# Spīn Ghar
Le Spīn Ghar (en pachto : سپين غر), en dari Safed Koh سفید کوه, étant interprété en français par « montagne blanche » les mots pachto ghar et dari koh désignant la montagne, anciennement Paropamisus dans l'Antiquité du nom des Paropamisades, est une chaîne de montagnes située à la frontière entre le Pakistan et l'Afghanistan.

## Géographie

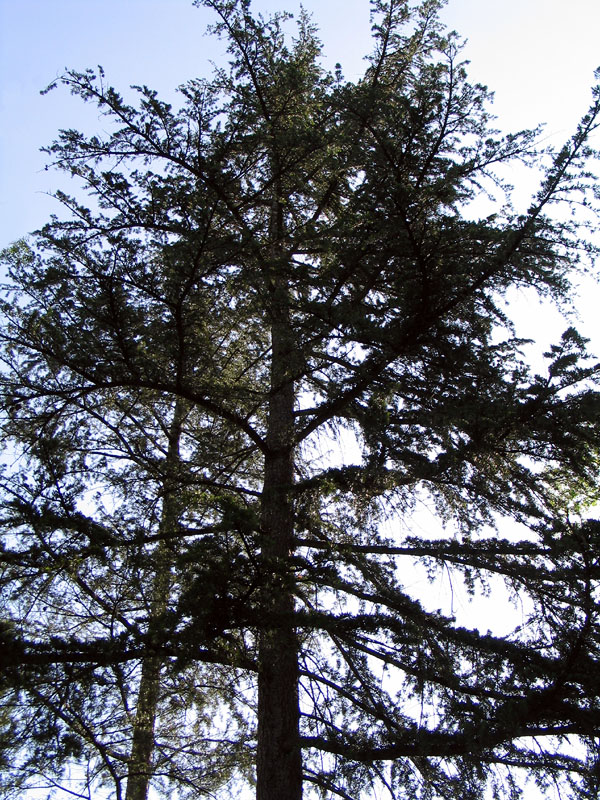
Le cèdre deodar ou cèdre de l'Himalaya croît entre 1500 et 3000 mètres dans le massif du Spīn Ghar. Il est souvent associé au pin de l'Himalaya.

Orientée d'ouest en est, elle atteint 4 761 mètres d'altitude au mont Sikaram, qui domine toutes les hauteurs environnantes. La chaîne du Spīn Ghar constitue le rebord sud du bassin moyen de la rivière Kaboul lors de sa traversée d'ouest en est de l'importante province de Nangarhâr.
Surmontée de glaciers par endroits et couverte de neige en hiver, la chaîne donne naissance à un grand nombre de cours d'eau, dont les plus importants sont le Surkhab au nord, en Afghanistan, le Kurram et le Bara au sud, au Pakistan. Dans sa partie orientale, le Spīn Ghar est franchi par la fameuse passe de Khyber.
Les piémonts et pentes inférieures sont arides et steppiques. Les hauteurs moyennes sont couvertes de forêts, surtout de pins et de cèdres de l'Himalaya (de 1500 à 3000 mètres). Celles-ci ont été dévastées durant la guerre civile afghane, ce qui a largement réduit la production de bois, une des ressources traditionnelles de la région. L'agriculture par irrigation prospère dans les vallées.